# Frankie Avalon
Frankie Avalon, właśc. Francis Thomas Avallone (ur. 18 września 1940 w Filadelfii w stanie Pensylwania) – amerykański aktor i piosenkarz.
W połowie lat 50. nagrywał jako trębacz dla wytwórni Vik i X, a od 1957 jako piosenkrz jako firmy Chancellor.
Zagrał m.in. w serii filmów Williama Ashera: Beach Party (1964), Bikini Beach (1964), Muscle Beach (1964), How to Stuff a Wild Bikini (1965) i Beach Blanket Bingo (1965). Zagrał także Anioła w komedii muzycznej Grease (1977), w której zaśpiewał piosenkę „Beauty School Drop Out”.

## Filmografia
- 1957: Jamboree w roli samego siebie
- 1960: Alamo (The Alamo) jako Smitty
- 1962: Panika w Roku Zerowym jako Rick Baldwin
- 1963: Operation Bikini jako Seaman Joseph Malzone
- 1963: Prawo Burke’a jako Max
- 1963: The Jack Benny Program w roli samego siebie
- 1965: Plażowe bingo (Beach Blanket Bingo) jako Frankie
- 1965: Combat! jako Eddie Cane
- 1965: The Bing Crosby Show jako Ted Keefer
- 1965: Prawo Burke’a jako Ralph Hirt
- 1966: Fireball 500 jako Dave Owens
- 1968: Skidoo jako Angie
- 1978: Grease jako Nastoletni Anioł Stróż
- 1978: Statek miłości jako Nick Heider
- 1989: Drużyna z Beverly Hills (Troop Beverly Hills) w roli samego siebie
- 1991: Pełna chata (Full House) w roli samego siebie
- 1995: Kasyno w roli samego siebie
- 1995: Prawo Burke’a jako Johnny Fingers
- 1996: Renegat jako Dan Travis
- 2001: Sabrina, nastoletnia czarownica w roli samego siebie
- 2018: Papa jako Jack Freidman